# Jérémie Broh
Jérémie Delphin Broh Tonye (Parma, 21 marzo 1997) è un calciatore italiano, centrocampista del Perugia.

## Biografia
È nato a Parma da padre ivoriano e madre camerunese.

## Caratteristiche tecniche
È un centrocampista molto duttile, che può ricoprire diversi ruoli del centrocampo, in particolare quello di mezzala in un centrocampo a tre. Tra le sue caratteristiche ci sono il recupero della palla e buoni tempi d'inserimento, anche se ha dichiarato che la sua caratteristica migliore è la progressione palla al piede. Ha dichiarato di ispirarsi al francese Paul Pogba.

## Carriera

### Club

#### Gli inizi
È cresciuto nel settore giovanile del Parma, facendo la trafila dai pulcini alla prima squadra. Esordisce in Serie A il 18 maggio 2015, sostituendo Antonio Nocerino all'82' della partita persa contro la Fiorentina per 3-0.

#### Sassuolo e vari prestiti
Dopo il fallimento del club ducale, viene tesserato dal Sassuolo, dove giocherà con la primavera neroverde venendo più volte convocato in prima squadra dal tecnico Eusebio Di Francesco, non riuscendo tuttavia a esordire con la maglia.
Nell'estate del 2016 viene ceduto in prestito al Pordenone, esordendo in Serie C il 24 settembre 2016 contro la Maceratese, nel match terminato 2-4 per i friulani. Dopo aver collezionato 11 presenze tra campionato, Coppa Italia e Coppa Italia Serie C, nel mese di gennaio torna al Sassuolo per essere ceduto, nuovamente in prestito al Südtirol. Le buone prestazioni convincono la società biancorossa a rinnovare il prestito nel corso della stagione successiva (2017/18). Il 18 luglio 2018 viene ceduto in prestito al Padova, esordendo tra i cadetti il 26 agosto 2018 nel derby contro l'Hellas Verona (1-1 finale). Nonostante disputi un buon campionato viene messo fuori rosa per motivi disciplinari.
Nella stagione 2019/2020, ceduto in prestito al Cosenza, realizza il suo primo gol tra i professionisti il 22 dicembre 2019, nel match valevole per la diciassettesima giornata del campionato di Serie B vinto per 1-3 dai calabresi contro il Pisa.

#### Palermo e Südtirol
Il 25 settembre 2020 il Palermo acquista il cartellino del giocatore a titolo definitivo dal Sassuolo. Esordisce in maglia rosanero il 7 ottobre successivo, giocando da titolare contro la Ternana, match terminato 0-0.
Il 31 agosto 2021 passa in prestito con diritto di riscatto al Südtirol, militante nel Girone A della Serie C. Con le sue 4 reti in 36 presenze contribuirà alla vittoria del campionato di Serie C degli altoatesini.
Dopo aver conquistato la promozione in Serie B, Broh è tornato al Palermo, entrando a far parte della prima squadra per la stagione 2022-2023. Il 29 marzo 2023 decide di rinnovare il contratto con il club siciliano fino al 2025.
L'11 agosto 2023 fa ritorno al Südtirol, anche stavolta con la formula del prestito.

#### Ritorno a Padova e Perugia
Il 30 agosto 2024 viene ufficializzato il suo trasferimento e ritorno al Padova, militante in Serie C, dove firma un contratto biennale. Arrivato con un ritardo di preparazione rispetto ai compagni, trova poco spazio nelle gerarchie di Andreoletti totalizzando nella prima parte di stagione sette presenze, di cui solamente due da titolare contro il Lumezzane ed in Coppa contro il Caldiero. Nella gara del 22 dicembre contro il Trento, la sua ultima con i biancoscudati, subentra nel corso della ripresa per poi venir sostituito nei minuti finali dall'allenatore. 
Il 2 gennaio 2025 viene acquistato dal Perugia.

### Nazionale
Ha giocato nelle nazionali giovanili italiane Under-18 e Under-20.

## Statistiche

### Presenze e reti nei club
Statistiche aggiornate al 28 aprile 2025.
| Stagione        | Squadra         | Campionato      | Campionato | Campionato | Coppe nazionali | Coppe nazionali | Coppe nazionali | Coppe continentali | Coppe continentali | Coppe continentali | Altre coppe | Altre coppe | Altre coppe | Totale | Totale |
| Stagione        | Squadra         | Comp            | Pres       | Reti       | Comp            | Pres            | Reti            | Comp               | Pres               | Reti               | Comp        | Pres        | Reti        | Pres   | Reti   |
| --------------- | --------------- | --------------- | ---------- | ---------- | --------------- | --------------- | --------------- | ------------------ | ------------------ | ------------------ | ----------- | ----------- | ----------- | ------ | ------ |
| 2014-2015       | Parma           | A               | 1          | 0          | CI              | 0               | 0               | -                  | -                  | -                  | -           | -           | -           | 1      | 0      |
| 2015-2016       | Sassuolo        | A               | 0          | 0          | CI              | 0               | 0               | -                  | -                  | -                  | -           | -           | -           | 0      | 0      |
| 2016-gen. 2017  | Pordenone       | LP              | 9          | 0          | CI+CI-LP        | 1+1             | 0               | -                  | -                  | -                  | -           | -           | -           | 11     | 0      |
| gen.- giu. 2017 | Südtirol        | LP              | 12         | 0          |                 | -               | -               |                    | -                  | -                  |             | -           | -           | 12     | 0      |
| 2017-2018       | Südtirol        | C               | 25+4       | 0          | CI-C            | 2               | 0               | -                  | -                  | -                  | -           | -           | -           | 31     | 0      |
| 2018-2019       | Padova          | B               | 17         | 0          | CI              | 1               | 0               | -                  | -                  | -                  | -           | -           | -           | 18     | 0      |
| 2019-2020       | Cosenza         | B               | 18         | 1          | CI              | 1               | 0               | -                  | -                  | -                  | -           | -           | -           | 19     | 1      |
| 2020-2021       | Palermo         | C               | 26+2       | 0          | -               | -               | -               | -                  | -                  | -                  | -           | -           | -           | 28     | 0      |
| 2021-2022       | Südtirol        | C               | 36         | 4          | CI-C            | 5               | 0               | -                  | -                  | -                  | SC-C        | 1           | 0           | 42     | 4      |
| 2022-2023       | Palermo         | B               | 30         | 0          | CI              | 2               | 0               | -                  | -                  | -                  | -           | -           | -           | 32     | 0      |
| Totale Palermo  | Totale Palermo  | Totale Palermo  | 56+2       | 0          |                 | 2               | 0               |                    | -                  | -                  |             | -           | -           | 60     | 0      |
| 2023-2024       | Südtirol        | B               | 17         | 0          | CI              | 1               | 0               | -                  | -                  | -                  | -           | -           | -           | 18     | 0      |
| Totale Sudtirol | Totale Sudtirol | Totale Sudtirol | 90+4       | 4          |                 | 8               | 0               |                    | -                  | -                  |             | 1           | 0           | 102    | 4      |
| 2024-gen. 2025  | Padova          | C               | 6          | 0          | CI+CI-C         | 0+1             | 0               | -                  | -                  | -                  | -           | -           | -           | 7      | 0      |
| Totale Padova   | Totale Padova   | Totale Padova   | 23         | 0          |                 | 2               | 0               |                    | -                  | -                  |             | -           | -           | 25     | 0      |
| gen.-giu. 2025  | Perugia         | C               | 15         | 0          | CI-C            | -               | -               | -                  | -                  | -                  | -           | -           | -           | 15     | 0      |
| Totale carriera | Totale carriera | Totale carriera | 218        | 5          |                 | 15              | 0               |                    | -                  | -                  |             | 1           | 0           | 234    | 5      |

## Palmarès

### Club

#### Competizioni nazionali
- Serie C: 1

Südtirol: 2021-2022 (girone A)